# Lucanus kazumiae
Lucanus kazumiae (Zilioli, 1998), es una especie de coleóptero de la familia Lucanidae.

## Distribución geográfica
Habita en Vietnam.